# Fay Ajzenberg-Selove
Fay Ajzenberg-Selove (13 de febrero de 1926 - 8 de agosto de 2012) fue una física nuclear alemana. Es conocida por su trabajo experimental en la espectroscopia nuclear de elementos ligeros, y por sus revisiones anuales de los niveles de energía de los núcleos atómicos ligeros. Fue galardonada con la Medalla Nacional de la Ciencia 2007.

## Reseña biográfica

### Nacimiento e infancia
Fay Ajzenberg nació en el distrito Neubabel de Berlín en 1926. Su amado padre, Moisei (Misha) Abramovich Aisenberg (c. 1890-1962), aunque nacido en una familia judía pobre y piadosa de Varsovia, había salido de la pobreza por ser, en palabras de su hija, "duro, inteligente y adaptable" cualidades que quedan representadas a través de las muchas vicisitudes de su vida. Misha tenía tres hermanos y dos hermanas, de los cuales uno, Luba, murió en el Holocausto. Un hermano murió temprano en Polonia, mientras que un hermano y dos hermanas se mudaron a Palestina. Una de estas últimas, Vera, se casó con Leonid Doljanski, un médico del Hospital Hadassah, de Jerusalén, que murió el 13 de abril de 1948, en una emboscada árabe contra la ambulancia en la que él y otros miembros del personal de Hadassah viajaban.
Con una beca del zar, Misha estudió Ingeniería Minera de la Academia de Minas de San Petersburgo y también aprendió a hablar con fluidez varios idiomas europeos. Su esposa, Olga Naiditch, nació en Pinsk, pero cuando sus padres murieron se trasladó a San Petersburgo, donde su hermano Isaac había construido un gran negocio relacionado con el alcohol. Isaac fue uno de los primeros sionistas y organizó el esquema de auto-imposición al que contribuyeron Judíos para comprar tierras en Palestina. Su casa era más tradicional que la de los padres de Fay, que eran muy similares a él, agnósticos aunque también eran Judíos culturales. En San Petersburgo, Olga terminó sus estudios secundarios y comenzó estudios en la Academia de Música. Aunque era una pianista talentosa, no estaba interesada en una carrera musical. Misha y Olga se casaron muy jóvenes. Su hija mayor, Yvette (Iva), nació cuando ambos tenían veintiuno.
La pareja se trasladó a Berlín y, en 1930, a París, donde Isaac Naiditch puso a Misha a cargo de su fábrica de azúcar en Lieusaint, una pequeña ciudad a unas veinte millas de la capital.
Fay asistió al Liceo Victor-Duruy, al que encontraba intelectualmente aburrido y donde fue tratada como una extraña por sus compañeros de clase. Ella fue, sin embargo, en gran medida influenciada por la hermana mayor de Olga, Sara, una psicóloga freudiana que le ayudó a entender su relación con sus padres, y por Lida Nakhimovich, ocho años mayor que ella, una comunista que no sólo convirtió a Fay en una lectora voraz de política la conciencia, sino que también le enseñó a apreciar la poesía de Verlaine y García Lorca. Fay pronto se convirtió en una gran lectora y, con el apoyo de su padre, a quien era muy cercana, tomó un gran interés en temas científicos. Creció bajo el supuesto de que, como él, algún día tendría una carrera de ingeniería. Siendo aún joven, decidió "vivir una vida que no lamentaría cuando estuviese muriendo".
Con la invasión alemana de Francia el 10 de mayo de 1940, la familia se aventuró en un viaje largo, difícil y lleno de peligro, que los llevó desde Bretaña hasta Toulouse y, finalmente, a través de la frontera de Lisboa, Portugal. En todo momento, el ingenio y la mente abierta de Misha, combinados con las habilidades lingüísticas de Fay y la personalidad fuerte para asegurar la resistencia en momentos de crisis fueron de vital importancia para sobrevivir. En diciembre de 1940 llegó a los Ajzenbergs Nueva York, aunque sin Yvette, cuyo marido, Ziutek Louria, estaba sirviendo en la Fuerza Aérea francesa. Ellos viajaron en un primer momento a la República Dominicana, para la que Misha, como un profesional experto, había obtenido una visa. Funcionarios de inmigración estadounidenses, bajo la creencia de que, de hecho, la intención era permanecer en el país, los encarcelaron en la isla de Ellis, de la que fueron rescatados por Isaac, cuyas actividades Sionistas lo habían contactado con una serie de Judíos de América que lo ayudaron a entrar en los Estados Unidos. Con el fin de obtener visados para toda la familia primero tuvo que salir del país y aplicar a un consulado de EE.UU. Después de tres meses gloriosos en Nueva York, una ciudad con la que Fay quedó inmediatamente enamorada, la familia se trasladó a La Habana y después de unas semanas recibió los visados deseados. En abril de 1941 se embarcaron de regreso a Nueva York, donde Yvette y su marido finalmente se unieron a ellos. Instada por su madre para volver a los estudios, Yvette, finalmente, se convirtió en una profesora de lenguas romances en el Queens College, N.Y.
Fay Ajzenberg asistió a la escuela de chicas Julia Richman High School en Manhattan, ante la insistencia de su padre de que aprendiera a escribir, así como de que cursara las materias académicas necesarias para ganarse la vida en caso de no ser aceptada en la universidad. Sin embargo, Ajzenberg fue aceptada tanto por la Universidad de Míchigan como por Purdue e incluso fue entrevistada por el Instituto de Tecnología de Massachusetts, donde aprendió que había un numerus clausus para las mujeres, así como para los Judíos. Finalmente eligió Michigan, donde ella era la única mujer en una clase con un centenar de hombres. Si bien los estudios de ingeniería resultaron inadecuados para su talento, encontró a los cursos de física intelectualmente estimulante y, después de graduarse de Michigan en 1946, comenzó a tomar cursos de física en la Universidad de Columbia. Un verano pasado en los laboratorios de rayos cósmicos en los Alpes suizos en 1949 confirmó que su elección era la correcta. Se inscribió como estudiante de doctorado de la Universidad de Wisconsin, Madison para recibir finalmente un doctorado en 1952.

### Carrera profesional y años maduros
Encontrar un trabajo no fue fácil para una física mujer, pero Ajzenberg tuvo la suerte de conseguir una plaza de un año en el Smith College en Northampton, Massachusetts y también comenzó a investigar el cáncer mediante la conmutación entre Smith y el laboratorio Van de Graff del Instituto de Massachusetts Technology en Cambridge. Lo más importante fue que empezó a colaborar con Thomas Lauritsen del Instituto de Tecnología de California (Caltech). Juntos, comenzando en 1951, produjeron una compilación anual de gran valor, estudiando los niveles de energía de la luz nuclear, que desde hace varias décadas aparece en varias revistas profesionales, principalmente de física nuclear. Estas revisiones anuales, que representó la mejor de las investigaciones del año en su tema, han sido referidas como "la biblia de los científicos nucleares '." En 1994 Ajzenstadt publicó veintiséis de estos documentos, con un total de aproximadamente cinco mil páginas.
Tras una búsqueda de trabajo permanente, Ajzenberg solicitó un puesto como profesor asistente en la Universidad de Boston, con la esperanza de establecer un pequeño grupo de trabajo nuclear sin dejar de trabajar en el MIT como científica. Contratada por el presidente del departamento, ella se enfureció cuando el decano de la universidad le recortó el salario acordado por el quince por ciento al enterarse de que el nuevo miembro de la facultad era una mujer. Ella rechazó la oferta y, finalmente, el decano se ablandó, pero ahora había aprendido de la experiencia la naturaleza sexista de la vida universitaria de Estados Unidos en la década de 1950. Se quedó en la Universidad de Boston desde 1953 hasta 1957.
En el otoño de 1954 su amiga Marietta Bohr, esposa de Nils Bohr, le dijo a Ajzenberg que ella debería casarse y le informó que había encontrado la pareja ideal para ella, un excelente físico experimental de la Universidad de Harvard, Walter (Wally) Selove. Poco después, Ajzenberg fue a escuchar a Selove en un coloquio en el MIT y rápidamente se enamoró de él. Él era cinco años mayor que ella, era el hijo de Rose Feld y Abraham Yoselevich, que había emigrado a los Estados Unidos desde Europa del Este a principios de siglo. Se habían conocido en los Estados Unidos y tenían cinco hijos, cuatro varones y una mujer. Uno de los niños murió joven. Wally era el más joven de los chicos. Durante seis meses Fay llevó a cabo una campaña ingeniosa, pero sin éxito para hacer que se enamorase de ella. En mayo de 1955 finalmente tuvo éxito. La pareja se casó el 18 de diciembre. Ante la insistencia de Walter, Fay llevaba un largo vestido blanco y un rabino ofició la ceremonia. A pesar de que trató durante diez años para tener un hijo, Fay era incapaz de concebir. El matrimonio se convirtió en un éxito de doble carrera, una asociación de apoyo mutuo. Walter finalmente descubrió una partícula que llamó por Fay, el F-Zero, conocido entre sus amigos como el faon.
En 1956, al mismo tiempo que a su marido se le ofrecía una cátedra asociada de la Universidad de Pennsylvania, Ajzenberg-Selove fue contratada por la Universidad de Haverford sólo para hombres, donde se convirtió en la primera mujer en trabajar a tiempo completo en la facultad, y la pareja compró una casa en Havertown. Durante sus primeros siete años en Haverford, donde había pocos centros de investigación, Ajzenberg-Selove escribió varios trabajos de investigación, así como tres artículos de revisión en colaboración con Lauritsen. Ella involucró a sus estudiantes de pregrado en la investigación y escribió trabajos con ellos.
Ajzenberg-Selove había comenzado a viajar a reuniones profesionales internacionales, la primera de las cuales, en 1957, fue en el Instituto Weizmann en Rehovot. En 1962 fue ascendida a la categoría de profesor, aunque también experimentó algún tipo de discriminación basada en el género. En 1964, se le otorgó una beca Guggenheim, que consistía en hacer investigación durante un año en el Laboratorio Nacional Lawrence Berkeley. A finales de 1969, incómoda con la politización de la vida académica en Haverford bajo un nuevo presidente, aceptó una posición sin plaza fija como profesora de investigación de física de la Universidad de Pennsylvania.
En septiembre de 1970 Ajzenberg-Selove se sometió a una mastectomía radical extendida. A pesar del proceso de rehabilitación doloroso para recuperar el pleno uso de su brazo derecho, acordó organizar un primer encuentro sobre "Mujeres en Física" en la reunión nacional de la American Physical Society en febrero de 1971. Con la asistencia de seiscientos miembros de la APS, la reunión fue un enorme éxito y despertó un gran debate interesante. Se formó un Comité sobre la Condición de la Mujer de la Física. 
Ajzenberg-Selove continuó su batalla contra el sexismo. En 1972, cuando el Departamento de Física de la Universidad de Pensilvania anunció que contrataría a tres nuevos físicos permanentes, aplicó a una de estas posiciones. Resultó sorprendida y decepcionada cuando sus colegas votaron en contra de ella, debido a "publicaciones de investigación inadecuadas" y debido a su edad (tenía cuarenta y seis años). Varios meses más tarde, Ajzenberg-Selove fue elegida presidente de la división de la física nuclear de la American Physical Society. Decidida a no ceder ante la discriminación, se interpuso una querella contra la Universidad de Pensilvania con la Comisión de Igualdad de Oportunidades y la Comisión Federal de Relaciones Humanas de Pensilvania. Como pruebas, ella utilizaba el número de citas, comparando el número de veces que su obra había sido citada en artículos científicos con el número de citas de cada miembro de su departamento. El único que tuvo una tasa más alta que la citación misma era J. Robert Schrieffer, un premio Nobel. En consecuencia, en octubre de 1973, se requiere a la universidad ofrecerle una plaza de profesora titular de física, retroactiva al 1 de julio de ese año. Ella se convirtió en la segunda mujer profesora en la Universidad de la Escuela de Artes y Ciencias de Pennsylvania, pero se calcula que la lucha le había costado quince horas muy dolorosas.
En 1982, a Ajzenberg-Selove, que había estado durante algún tiempo involucrada en la política en la ciencia, se le diagnosticó un cáncer que se dispersó a través de los conductos de su pecho izquierdo e invadió uno de sus ganglios linfáticos. Fue prescrita quimioterapia inmediata, pero ella insistió en ir primero a Londres para unas vacaciones de Año Nuevo planificada con su marido. La quimioterapia le provocó cáncer de vejiga y una pérdida de la memoria que la llevó a dejar de enseñar en 1988. Ella siguió participando en la investigación sobre la reacción nuclear inducida por Triton en Daresbury en Inglaterra y luego en la reacción inducida por la luz de iones en el Fondo para la Universidad de Indiana en Bloomington ciclotrón. Sin embargo, después de 1989, el esfuerzo físico resultó ser demasiado grande para que continuara. En diciembre de 1990 se termina su trabajo en los artículos científicos. Su cáncer de mama, la quimioterapia, un traumático choque frontal con un motociclista que circulaba a exceso de velocidad, el cáncer de vejiga y su preocupación por Wally, que había desarrollado problemas de salud propios, contribuyeron a que ella tuviera un nivel alto de la ansiedad y la ira. Se convirtió en adicta a los medicamentos contra la ansiedad.
Como era una profesora dedicada con un intenso amor a la profesión, Ajzenberg continuó trabajando en la Universidad de Pensilvania. En 1991 obtuvo el Premio de la Fundación Lindbäck para la Enseñanza. En su autobiografía, "Una cuestión de elección: Memorias de un físico femenino (1994)", dedicó una parte significativa de sus reflexiones finales al tema de la mujer en la ciencia, que revela un conocimiento de las desigualdades continuas y la discriminación, así como de las cuestiones personales y los dilemas que enfrentan las mujeres al intentar combinar la familia y profesión.

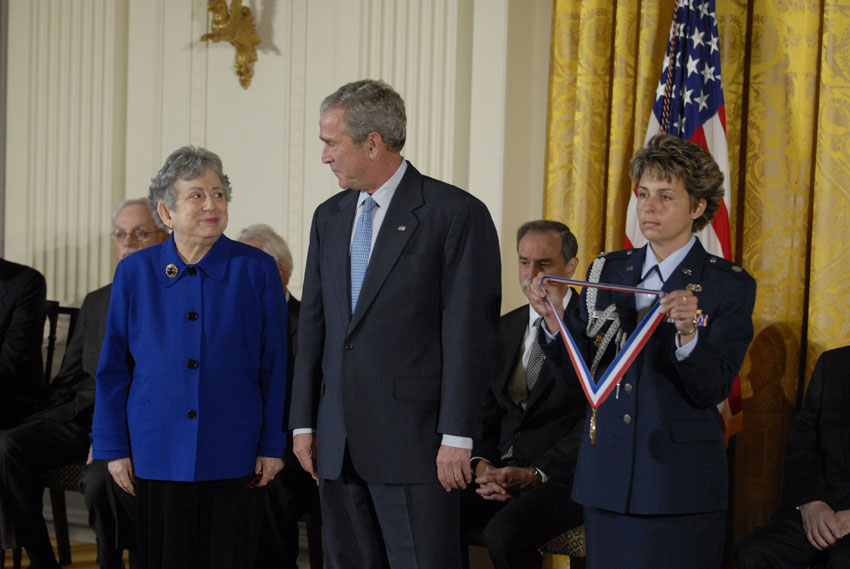
Fay recibiendo la Medalla Nacional de Ciencia en 2008

## Algunas publicaciones
- A matter of choices, Rutgers University Press 1994 (autobiografía)

- Nuclear spectroscopy, 2 v. Academic Press 1960, reimpreso 1966

- con Ernest K. Warburton Nuclear spectroscopy, Physics Today, nov 1983

## Premios y reconocimientos
- Fellow de la Asociación Americana para el Avance de la Ciencia
- Fellow, American Physical Society
- Presidente de la División de Física. Sociedad Americana de Física Nuclear (1973-1974)
- Premio a la Enseñanza Distinguida, Fundación María Lindbeck y Cristiano (1991)
- Medalla Nicholson por servicios humanitarios, American Physical Society (1999)
- Distinguidos Alumni Award Fellow de la Universidad de Wisconsin, Departamento de Física (2001)